# Ronda 10 de GP2 Series de 2009
A ronda em Portimão foi a última do campeonato GP2 Series em 2009. Foi a única ronda das GP2 Series em 2009 disputada em separado do Mundial de Fórmula 1, sendo também a primeira etapa das GP2 Series em Portugal.
A pole position para a 1ª corrida foi de Vitaly Petrov. O alemão Nico Hülkenberg venceu a primeira corrida, e Luca Filippi foi o vencedor da segunda corrida.

## Classificações[1]
Em progresso

### Corrida 1

#### Qualificação
| Pos  | Piloto              | Equipa                               | Tempo     |
| ---- | ------------------- | ------------------------------------ | --------- |
| 1    | Vitaly Petrov       | Barwa Addax Team                     | 1:30.819  |
| 2    | Dani Clos           | Fat Burner Racing Engineering        | 1:30.859  |
| 3    | Nico Hülkenberg     | ART Grand Prix                       | 1:30.884  |
| 4    | Lucas di Grassi     | Fat Burner Racing Engineering        | 1:31.067  |
| 5    | Davide Valsecchi    | Barwa Addax Team                     | 1:31.129  |
| 6    | Roldán Rodríguez    | Piquet GP                            | 1:31.389  |
| 7    | Alberto Valerio     | Piquet GP                            | 1:31.418  |
| 8    | Pastor Maldonado    | ART Grand Prix                       | 1:31.449  |
| 9    | Giedo van der Garde | iSport International                 | 1:31.532  |
| 10   | Diego Nunes         | iSport International                 | 1:31.569  |
| 11   | Jérôme d'Ambrosio   | DAMS                                 | 1:31.601  |
| 12   | Andreas Zuber       | PartyPokerRacing.com Scuderia Coloni | 1:31.569  |
| 13   | Luca Filippi        | Super Nova Racing                    | 1:31.764  |
| 14   | Javier Villa        | Super Nova Racing                    | 1:31.812  |
| 15   | Sergio Pérez        | Telmex Arden International           | 1:31.886  |
| 16   | Luiz Razia          | PartyPokerRacing.com Scuderia Coloni | 1:32.140  |
| 17   | Davide Rigon        | Trident Racing                       | 1:32.165  |
| 18   | Kamui Kobayashi     | DAMS                                 | 1:32.183  |
| 19   | Michael Herck       | David Price Racing                   | 1:32.376  |
| 20   | Edoardo Mortara     | Telmex Arden International           | 1:32.552  |
| 21   | Karun Chandhok      | Ocean Racing Technology              | 1:32.765  |
| 22 1 | Johnny Cecotto Jr.  | David Price Racing                   | 1:32.807  |
| 23   | Ricardo Teixeira    | Trident Racing                       | 1:34.083  |
| 24   | Álvaro Parente      | Ocean Racing Technology              | sem tempo |

- Nota 1: Johnny Cecotto, Jr. não fez a qualificação, pois sofreu um incidente no pit lane.

## Ver Também
- Autódromo Internacional do Algarve